# Death doom
Death doom – podgatunek doom metalu, często też nazywanym drugofalowym doom metalem, albo po prostu doom metalem. Muzyka ta miała początki w końcu lat 80./początku lat 90., najlepiej rozwijała się w połowie lat 90.
Prekursorami death doomu były między innymi grupy: Goatlord, Asphyx czy Autopsy, natomiast gatunek został spopularyzowany przez takie zespoły jak My Dying Bride, Theatre of Tragedy, Paradise Lost, Katatonia oraz Anathema.
Death doom to połączenie doom metalu i death metalu, polega na graniu w bardzo wolnym, niemal marszowym tempie, w połączeniu z bardzo głębokim i wolnym growlem, częstym występowaniem instrumentów smyczkowych i klawiszowych oraz bardzo smutnymi lirykami i ponurym klimatem.